# Fleetwings BT-12 Sophomore
El Fleetwings BT-12 Sophomore, también conocido por la designación Model 23 de la compañía, fue un monoplano de entrenamiento básico estadounidense de los años 40 del siglo XX, construido por Fleetwings para las Fuerzas Aéreas del Ejército de los Estados Unidos (USAAF). Solo se construyeron 24 ejemplares de producción del modelo, antes de que el contrato fuese cancelado. 

## Diseño y desarrollo
En el momento del estallido de la Segunda Guerra Mundial, el Cuerpo Aéreo del Ejército de los Estados Unidos (más tarde Fuerzas Aéreas del Ejército) estaba mal preparado para una guerra importante. En un esfuerzo por conseguir tantos aviones como fuese posible, las USAAF contrataron a Fleetwings, un fabricante especializado en planchas de acero inoxidable, para producir un monoplano de entrenamiento básico. Se ordenó un prototipo del Model 23, como XBT-12, en 1939.
El XBT-12 era un monoplano de ala baja cantilever totalmente metálico, con un tren de aterrizaje convencional fijo y estaba propulsado por un motor Pratt & Whitney R-985. El avión tenía dos cabinas idénticas en tándem para instructor y alumno, recubiertas por una cubierta continua. Fue el primer avión militar construido principalmente de acero inoxidable soldado.

## Historia operacional
Tras la evaluación del XBT-12 iniciada a finales de 1939, se emitió una orden por 176 aeronaves de producción, designadas BT-12. Solo se entregaron 24 aparatos, uno en 1942 y 23 en 1943, antes de que el contrato fuese cancelado, prefiriéndose al Vultee BT-13.

## Variantes
Model 23
Designación interna de la compañía.
XBT-12
Designación del Ejército dada al prototipo del Model 23, uno construido.
BT-12
Designación del Ejército dada al Model 23 de producción, 24 construidos, 152 cancelados.

## Operadores
Estados Unidos
- Fuerzas Aéreas del Ejército de los Estados Unidos

## Especificaciones (BT-12)
Referencia datos: The Illustrated Encyclopedia of Aircraft (Part Work 1982-1985), 1985, Orbis Publishing; also

### Características generales
- Tripulación: Dos (alumno e instructor)
- Longitud: 8,9 m (29,2 ft)
- Envergadura: 12 m (39,4 ft)
- Altura: 3,5 m (11,3 ft)
- Superficie alar: 22,3 m² (240,4 ft²)
- Peso vacío: 1439 kg (3171,6 lb)
- Peso cargado: 2040 kg (4496,2 lb)
- Planta motriz: 1× motor radial de nueve cilindros refrigerado por aire Pratt & Whitney R-985-AN-1 Wasp Junior.
  - Potencia: 340 kW (469 HP; 462 CV)

### Rendimiento
- Velocidad máxima operativa (Vno): 314 km/h (195 MPH; 170 kt)
- Velocidad crucero (Vc): 240 km/h (149 MPH; 130 kt)
- Alcance: 1086 km (586 nmi; 675 mi)
- Techo de vuelo: 7300 m (23 950 ft)
- Tiempo a altitud: 10 min a 3000 m (10 000 pies)

## Aeronaves relacionadas

### Aeronaves similares
- North American BT-9
- Vultee BT-13 Valiant

### Secuencias de designación
- Secuencia BT-_ (Entrenadores Básicos del USAAC/USAAF, 1930-1948): ← BT-9 - BT-10 - BT-11 - BT-12 - BT-13 - BT-14 - BT-15 →